# Dirk Stamer

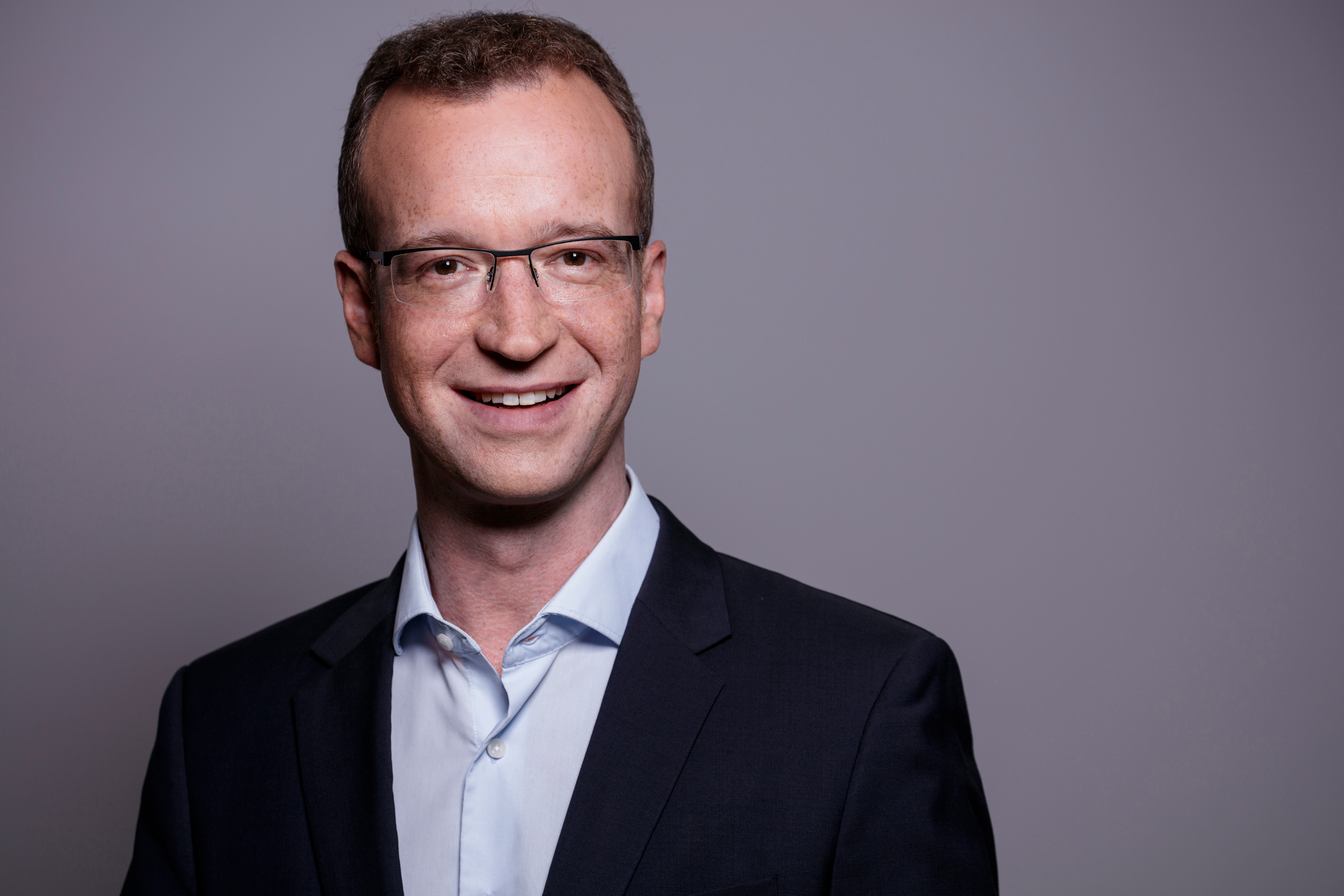
Dirk Stamer, 2020

Dirk Stamer (* 13. Juni 1980 in Oldenburg) ist ein deutscher Wirtschaftsinformatiker und Politiker (SPD). Seit 2016 ist er Abgeordneter des Landtags von Mecklenburg-Vorpommern.

## Leben
Nach dem Abitur am Alten Gymnasium in Oldenburg und dem anschließenden Grundwehrdienst studierte Dirk Stamer Wirtschaftsinformatik an der Universität Rostock. Danach arbeitete er bis zum Jahr 2009 bei der IT-Unternehmensberatung Accenture als Berater im technischen Systemtest. Zwischen 2009 und 2011 arbeitete er als Releasemanager bei der Otto GmbH & Co KG in Hamburg. In den Jahren 2011 bis 2016 war er als wissenschaftlicher Mitarbeiter am Lehrstuhl für Wirtschaftsinformatik der Universität Rostock angestellt. Dirk Stamer ist Mitglied der Gewerkschaft Erziehung und Wissenschaft.
Stamer ist verheiratet und ist Vater dreier Kinder. Er lebt in Kritzmow.

## Politik
Seit 2014 ist Dirk Stamer Gemeindevertreter der Gemeinde Kritzmow und Mitglied des Hauptausschusses der Gemeinde sowie der Verantwortliche für den Internetauftritt. Gesellschaftlich engagiert er sich im Elternrat der Kita und im Förderverein der Grundschule in Kritzmow. Politisch engagiert er sich als stellvertretender Vorsitzender des SPD-Ortsvereins Warnow-Südwest und im Kreisvorstand des Landkreises Rostock.
Er wurde bei der Landtagswahl in Mecklenburg-Vorpommern 2016 im Wahlkreis 12 (Landkreis Rostock II) direkt in den Landtag gewählt. Dort ist Dirk Stamer Mitglied im Finanzausschuss, im Petitionsausschuss und im Wissenschafts- und Europaausschuss. Weiterhin ist er als Sprecher der SPD-Landtagsfraktion für Hochschulpolitik, Forschungs- und Technologiepolitik, Datenschutz und IT-Sicherheit tätig.